# Scytalopus caracae
Scytalopus caracae là một loài chim trong họ Rhinocryptidae.